# Акимов, Юрий Александрович
Юрий Александрович Акимов — советский хозяйственный, государственный и политический деятель.

## Биография
Родился в 1919 году в Балакове. Член КПСС.
С 1939 года — на хозяйственной, общественной и политической работе. В 1939—1986 гг. — жестянщик, технолог на авиационном заводе, мастер, конструктор, начальник технологического бюро завода на заводе № 163, инструктор, заведующий промышленно-транспортным отделом Пензенского обкома КПСС, секретарь Пензенского обкома КПСС по промышленности, председатель Пензенского областного совета ветеранов.
Делегат XXV съезда КПСС.
Почётный гражданин Пензенской области.
Умер в Пензе в 2003 году.